# Managerzone
Managerzone är ett onlinespel där man skall bygga upp ett fotbolls- eller ishockeylag från grunden. 
Man börjar som manager för ett fotbollslag eller ishockeylag. Man börjar med 21 spelare som sedan går att sälja och/eller köpa. Varken spelare eller tränare är fullärda från början. Man kan i ishockey ha 20 juniorer och i fotboll 21 juniorer. Hur bra en spelare är visas med mellan 0 och 10 puckar eller bollar, beroende på sport. En spelare kan bli maxad, det vill säga att han inte kan bli bättre i just det attributet. De aktiva attributen i ishockey är styrka, snabbhet, skott, kondition, skridskoåkning, tackling och målvakt. De övriga ger en boost till spelaren men de bör inte tränas förrän spelaren har maxat på alla andra attribut. Spelet finns i dag i nästan 100 länder och har cirka 800 000 medlemmar. Tidigare har det även funnits planer på att introducera andra sporter till spelet, bland annat racing och amerikansk fotboll.
Managerzone AB har sitt säte i Karlskrona och bildades 2001 i Sverige av Göran och Johan Christensson.   
Företaget har ett tiotal anställda (betecknade "crew" på hemsidan) vilka mestadels sköter teknisk drift samt marknadsföring, medan själva spelet och communityn administreras och drivs ideellt av vanliga användare, så kallade spelledare (förkortat GA=Game Assistant) vilka fått administratörsbehörigheter på grund av visat förtroende och ambitioner.   
Utöver den huvudsakliga driften av spelet finns ansvarsområden för vilka speciella assistenter tillsatts av spelledarna. Dessa rör forumet, i vilka forumassistenterna, FA, tjänar som moderatorer, webbtidningen The Zone, vilken drivs av Reporter Assistants, RA, samt översättningsarbetet som sker med hjälp av language assistants, LA.
Sedan 2004 är medlemskap gratis och företaget finansieras främst av reklamintäkter, men även via vissa betaltjänster med möjligheten att kunna se matcher i 3D samt deltagande i cuper med chans att vinna "verkliga" priser.   
Som registrerad användare blir man tränare/manager för ett fiktivt fotbolls- alternativt ishockeylag med tillhörande fiktiva spelare.
Syftet med spelet är att utveckla sitt lag genom exempelvis träning och handel med andra lag för att ta sig upp i divisionerna och slutligen vinna allsvenskan. Matchresultaten genereras via den så kallade matchsimulatorn, en program som räknar ut matchresultaten med hänsyn till lagets färdigheter, taktik, mm. Sedan 2006 finns även möjligheten att kunna se matcherna i 3D.
Lagen är indelade i seriesystem med 12 lag i varje serie, liknande det i verklighetens fotbolls- och ishockeysystem. Det finns bara en toppdivision i varje land, (i Sverige - Allsvenskan för fotboll och SHL för ishockey). Vidare finns det i respektive land 3 st division 1, 9 st division 2, 27 st division 3, 81 st division 4 och så vidare. Antalet divisioner beror på hur många registrerade användare som finns i respektive land. I Sverige är den lägsta divisionen division 8, vilket vanligtvis är där man får börja som ny coach.
Det finns en mängd sätt att utveckla sitt lag. Som manager förvaltar man lagets ekonomi vilken består av intäkter från matcher, sponsorer och spelarförsäljningar samt utgifter såsom spelarköp, löner till spelare och tränare samt stadionunderhåll. För att prestera bra i matcher fordras också en bra taktikuppställning samt att man håller spelarna i form, vilket man gör genom att spela vänskapsmatcher mot andra användares lag.
De fiktiva spelarna kommer in i spelet som 15-18-åringar genom att ett lag startar upp en juniorverksamhet, varefter de åldras (4 gånger per år) och går i pension i åldern 32-38.
Spelarna har egenskaper såsom snabbhet, kondition, skott, tackling och passning, vilka alla graderas var för sig på en 10-gradig skala. Olika former av träning kan förbättra dessa egenskaper.
Spelare kan säljas till andra användares lag genom att de läggs ut för budgivning då högstbjudande managern köper spelaren.

## Community
Managerzone är ett socialt, interaktivt spel mellan "verkliga" människor och tjänar därför även som en community, där sportintresserade människor världen över kan diskutera gemensamma intressen i många av de forum som finns på hemsidan.   
De flesta länderna har även en egen webbtidning, The Zone, som drivs ideellt av respektive lands RA i samarbete med frivilliga skribenter.
Sedan några år tillbaka arrangeras även VM på managerzone, inför vilket varje land röstar fram en landslagscoach som får sätta samman ett lag med de bästa spelarna i landet för att möta andra länder. Genom åren har många träffar arrangerats av frivilliga initiativtagare i syfte att exempelvis få träffa varandra i verkligheten och utbyta erfarenheter, spela fotboll eller titta på VM-finalerna på storbildsskärm.
Runt Managerzone har det även genom åren skapats åtskilliga föreningar och programvaror på initiativ av enskilda användare. Föreningarna spänner över allt från anti-fusk-organisationer till VIP-klubbar för kända profiler, medan programvarorna ofta tjänar som goda och underlättande komplement i syfte att till exempel maximera spelares träning eller utgöra praktiska bildvisningsverktyg och uppladdningsplattformar.

## Maxningar
Tidigare fanns inga begränsningar för hur bra en tränande spelare kunde bli, vilket under gynnsamma förhållanden resulterade i att alltför många spelare blev alltför bra. För att undvika dessa scenarion infördes därför 2003 så kallade "maxningar", vilket innebar att varje spelare från början hade förutbestämda maxvärden på den 10-gradiga skalan för respektive egenskap. Dock finns ingen möjlighet för en användare att kunna se en spelares begränsningar i förväg, eftersom detta skulle förstöra spänningen i spelet. För att ta reda på om en spelare har uppnått sitt maxvärde i en speciell egenskap måste därför spelaren tränas i denna egenskap. Om det visar sig att spelaren förbättras i egenskapen har han ej uppnått maxvärdet, om han inte visar några tecken på förbättring är han så kallad "maxad" - det vill säga han kan inte bli bättre i denna egenskap. I budgivningar är spelare med av säljaren utlovade "omaxningar" betydligt mer attraktiva och kan säljas avsevärt mycket dyrare än spelare med många "maxningar", alternativt spelare utan någon utlovad information om sina maxningar.
Problematiken ligger i att detta har flyttat en stor del av fokuset i spelet till affärsverksamhet och kontakter. Då prisskillnaden mellan maxade och omaxade spelare är enorm är det för den seriöse användaren mycket viktigt att en säljande användare inte ljuger om spelarnas begränsningar. Vidare har detta medfört att den största nyckeln till framgång på Managerzone är att skapa sig ett rykte som ärlig försäljare samt att ha ett brett kontaktnät med andra ärliga användare då en försäljare med ett rykte som ärlig och seriös får avsevärt mycket mer betalt för sina omaxade spelare än en användare utan något rykte.

## Kinas inträde och inflation
År 2004 introducerades Managerzone i Kina. Spelet fick enorm framgång och ökade användarantalet avsevärt. Kinesiska Managerzone spelades från början på separata servrar exkluderade från det internationella Managerzone men under 2005 beslutade ledningen att kinesiska Managerzone skulle slås samman med resten. Sammanslagningen vållade en hel del problem, inte minst med kommunikationen i spelet utan även med inflation då enorma summor fiktiva pengar plötsligt sattes i omlopp vilket spädde på ett redan befintligt problem. För att fösa ut överskottet av pengar ur spelet har spelarförsäljningar ålagts försäljningsavgifter och beskattningar.